# Pim Verbeek
Peter Tim Verbeek, más conocido como Pim Verbeek (Róterdam, 12 de marzo de 1956-28 de noviembre de 2019), fue un entrenador de fútbol neerlandés que dirigió a la selección de fútbol de Omán. Su hermano Robert Verbeek también es entrenador de fútbol.
Falleció a los sesenta y tres años a consecuencia de un cáncer.

## Carrera como futbolista
Como jugador, realizó su carrera en los Países Bajos con el Sparta Rotterdam.

## Carrera como entrenador
En la selección de fútbol de Corea del Sur, fue ayudante de los directores técnicos Guus Hiddink durante la Copa del Mundo de 2002 y de Dick Advocaat durante la Copa del Mundo de 2006.

### Corea del Sur
La Asociación Coreana de Fútbol le firmó un contrato como entrenador el 26 de junio de 2006 hasta 2008. Verbeek llevó a Corea al tercer puesto en la Copa Asiática 2007, que les garantizó la clasificación automática para la Copa Asiática 2011. Él dimitió como entrenador de Corea del Sur en julio de 2007 después de la Copa de Asia, aduciendo que necesitaba descansar como entrenador durante cinco meses.

### Australia
Se le vinculó con Australia cuando abrió la posibilidad de otro trabajo en Asia ya que había formado parte como uno de los preparadores "Socceroos" en 2005. El 6 de diciembre de 2007 se hizo público que Verbeek sería el nuevo entrenador de Australia. En su debut en su primera fase clasificatoria para la Copa del Mundo como entrenador principal, Verbeek llevó a Australia a una clara victoria en casa por 3-0 frente a Catar.
Tras el debut, en una entrevista Verbeek prometió cantar el himno nacional australiano Advance Australia Fair en directo por televisión, a condición de que los "Socceroos" consiguieran clasificarse para la Copa del Mundo de 2010. Esto fue en respuesta a una pregunta del comentarista de Simon Hill sobre si Verbeek conocía la letra del himno, en referencia Johan Neeskens, asistente de Guus Hiddink con Australia, que cantaba el himno nacional de Australia antes de cada partido de la Copa del Mundo de 2006.
Sus opiniones sobre el nivel de la A-League son bien conocidos, describiendo las actuaciones de los jugadores locales Archie Thompson y Danny Allsopp contra Indonesia como "absolutamente inútil" y cuestionando abiertamente la decisión de Jason Culina de marchar del PSV Eindhoven y volver a casa para jugar en la A-League. Al ser consultado sobre posibles mejoras para la calidad del fútbol en la A-League, dijo, "¿Tiene una hora? " y "Sólo estoy siendo honesto".
Con Verbeek, los "Socceroos" fueron el segundo país (aparte del país anfitrión) en clasificarse para la Copa del Mundo de 2010 después de un empate 0-0 ante Catar en junio de 2009, menos de una hora después de la clasificación de Japón.

### Marruecos
El 8 de abril de 2010, Verbeek fue designado director técnico nacional de las selecciones jóvenes de Marruecos. Comenzó su nuevo trabajo en agosto, cuando finalizó la Copa del Mundo 2010 de Sudáfrica. Su función principal será identificar y desarrollar el talento joven para el equipo nacional de Marruecos, que no pudo clasificarse para la Copa del Mundo ni para la Copa Africana de Naciones.

### Trayectoria como entrenador
| Club                         | País                   | Años      |
| ---------------------------- | ---------------------- | --------- |
| FC Dordrecht                 | Países Bajos           | 1981-1984 |
| Unitas Gorinchem             | Países Bajos           | 1984-1987 |
| De Graafschap                | Países Bajos           | 1987-1989 |
| Feyenoord Rotterdam          | Países Bajos           | 1989-1991 |
| FC Wageningen                | Países Bajos           | 1991-1992 |
| FC Groningen                 | Países Bajos           | 1992-1993 |
| Fortuna Sittard              | Países Bajos           | 1994-1997 |
| Omiya Ardija                 | Japón                  | 1998-2000 |
| Corea del Sur (A)            | Corea del Sur          | 2000-2002 |
| Jong PSV                     | Países Bajos           | 2002-2003 |
| Kyoto Purple Sanga           | Japón                  | 2003      |
| Antillas Neerlandesas        | Antillas Neerlandesas  | 2004      |
| Borussia Mönchengladbach (A) | Alemania               | 2004      |
| Emiratos Árabes Unidos (A)   | Emiratos Árabes Unidos | 2005      |
| Corea del Sur (A)            | Corea del Sur          | 2005-2006 |
| Corea del Sur                | Corea del Sur          | 2006-2007 |
| Australia                    | Australia              | 2007-2010 |
| Marruecos (I)                | Marruecos              | 2010-2014 |
| Omán                         | Omán                   | 2016-2019 |

| - (A) = (Asistente) | - (2.º) = (2.º Equipo) | - (I) = (Categorías inferiores) |

## Estilo de juego
Los equipos de Verbeek generalmente emplean a dos centrocampistas y a un delantero solo en ataque. Sus equipos suelen realizar un juego de tempo lento y gradualmente construye el juego, con importancia de los cruces.
Verbeek ha guiado con éxito a Australia para su tercera aparición en la Copa del Mundo, pero fue criticado por jugar un fútbol aburrido. Verbeek responde a estas declaraciones que él se orienta en los resultados y si el equipo consigue clasificarse para la Copa del Mundo, entonces será un éxito.